# Fängelsefeminism

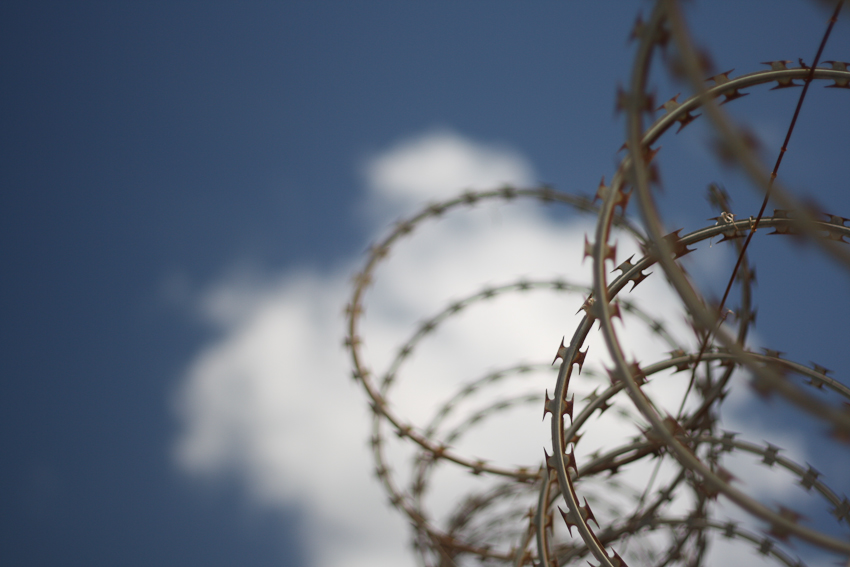
Taggtråd vid ett fängelse.

Fängelsefeminism eller repressionsfeminism (engelska: carceral feminism) är en kritisk benämning på en feminism som förespråkar hårdare straff – inklusive längre fängelsestraff – i frågor som rör feministiska frågor och genusfrågor. Termen kritiserar tron att hårdare straff kommer att leda närmare en lösning av de här problemen.
Den engelskspråkiga termen carceral feminism myntades av den feministiska sociologen Elizabeth Bernstein, i hennes artikel "The Sexual Politics of the 'New Abolitionism'" från 2007. Bernstein introducerade termen, i sitt undersökande av den samtida anti-trafficking-rörelsen i USA, för en feministisk aktivism som behandlar alla former av sexarbete som människohandel för sexuella ändamål. Hon ser detta likställande som ett tydligt steg bakåt och menar att det eroderar rättigheterna för kvinnorna inom sexbranschen, förleder fokus från andra viktiga feministiska frågor och expanderar en nyliberal agenda.
Begreppet "fängelsefeminism" kan i sig ses som en orättvis beskyllning. Andra hävdar att debatten omkring feminismens effekter är oundviklig i ett demokratiskt samhälle där fängelsestraff ofta bidrar till fortsatt brottslighet.

## Bakgrund och utveckling

### Elizabeth Bernstein
Bernstein argumenterade i sin text för att feministiskt stöd till anti-trafficking-lagar som likställer prostitution med sexbaserad människohandel står i direkt motsatsställning till sexarbetares försök att kämpa för sina rättigheter. Sexarbetares organiserande för att hävda och stärka sina rättigheter har pågått sedan åtminstone 1970-talet (se internationella sexarbetardagen), under en era när sexarbete från samhälle och feministisk aktivism allt oftare setts som ett hinder för kvinnors rättigheter.
I Bernsteins berättelse delar evangeliska kristna detta engagemang för lag och ordning. Senare har hon kopplat samman denna oheliga allians med en bredare politisk och ekonomisk utveckling i USA, från en omdistribuerande välfärdsstat till en "fängelsestat" som strävar mot ökad kriminalisering och ökad inlåsning av brottsliga medborgare. Hon lade fram argument om att både feminister och evangeliska kristna, liksom politiker engagerade runt genus och sexualitet, bytt fokus från familjen (problem med våld i nära relationer och abort) till den samhälleliga sfären (människohandel); i detta skifte skulle anti-trafficking-rörelsen ha börjat samarbeta mer aktivt inom nyliberal politik.
I sin artikel "Carceral Politics as Gender Justice?" expanderade Bernstein sin analys, där hon använde exemplet från anti-trafficking-rörelsen för att visa på hur feminism i allmänt blivit ett verktyg för bestraffningsrelaterad politik i USA och i andra länder. Politiken gynnar enligt Bernstein även hävdandet av en konservativ syn på sexualitet som sådan.

### Allmän utveckling
Rättsskribenten Aya Gruber har påmint om att framväxten av ett stort polisväsende, rättsapparat och fängelsesystem i USA skett parallellt med utmaningar för staten i form av emancipation, fackföreningsväsendet, urbanisering och rasmässig integration – inte direkt kopplat till en ökning av brottsligheten. Den feminism som hävdar fängelsestraff som en lämplig avskräckande åtgärd för att minska könsmaktsordningens och patriarkatets makt är ofta kopplad till den andra vågens feminism och radikalfeminismens önskan att omforma staten.
Förespråkare för abolitionsfeminism, vilka vill se en nedmontering av (excesserna inom) det statliga våldsmonopolet hos "fängelsestaten", ser sin politik ofta i kontrast mot fängelsefeminismen. Bland dessa förespråkare kan nämnas Angela Davis och Gina Dent. Denna politik har även hämtat inspiration från Michel Foucault.
En politik med hårdare straff för sexualbrott och en del andra feministiska eller genusfrågor har på senare år anammats av politiska majoriteter i bland annat USA och Sverige. I bland annat USA och Australien anses detta ha förstärkt en kulturell rasism, utöver en förenklat könad syn på förövare och brottsoffer. Generellt har "fängelsefeminism" ibland beskrivits som ett resultat av att förespråkare för feministisk aktivism och politik inte erkänner sin egen i praktiken ökade makt.

## Exempel

### Våldtäkt
Lagar kring våldtäkt har gradvis blivit mer omfattande/liberala i olika delar av världen, inklusive den angloamerikanska världen. Strafflagstiftningen i dessa länder erkänner numera att våldtäkt kan begås mot vilket kön som helst och under en mängd olika omständigheter som inte nödvändigtvis kräver penetration. Immunitet mot män som våldtar sina hustrur inom äktenskapet har avskaffats.
Bevisen som krävs för en fällande dom angående våldtäkt har också mildrats, eftersom de flesta lagar numera definierar det som våldtäkt när tydligt uttryckt samtycke saknas. Tidigare krävdes att den åtalade skulle ha utövat fysiskt våld och att offret gjort aktivt motstånd.

### Våld i hemmet
Lagstiftningen kring våld i hemmet (se våld i nära relationer) har upplevt betydande förändringar i USA. Där staten tidigare varit ovillig att ingripa i den privata sfären, ser denna nu hemmet som en potentiell brottsplats. Reglementet med kontaktförbud var en viktig föregångare till kriminaliseringen av våld i hemmet. När ett sådant förbud utfärdats mot någon, blev dennes vistelse i någons hem likställigt med våld i hemmet.
Amerikanska kampanjer mot våld under 1970- och 1980-talen ledde också till riktlinjer som krävde att polisen skulle genomföra en arrestering när de mottog samtal om våld i hemmet. Detta resulterade i fler arresteringar av både män och kvinnor.

### Fängelsefeminism i Sverige
Sverige ses ofta som ett internationellt föredöme genom sin långtgående jämställdhetsinriktade och i modern tid statsfeministiska politik. Detta har bland annat lett till att Sveriges sexköpslag fått internationell spridning, som en symbol för jämställd och progressiv lagstiftning. Den politikens positiva resultat har dock på sina håll blivit ifrågasatt inom och utom landet.
Innan könsbaserat våld erkändes som våld av Sveriges regering, benämndes fenomenet som "våld i hemmet". Under 1990-talet uppmärksammade kvinnojoursrörelsen ett särskilt beteende som lyfte fram problemet med mäns våld, något som ledde till ett nytt namn för det könsbaserade våldet – "mäns våld mot kvinnor".
Detta har sedan lett till att Jämställdhetsmyndigheten i sina riktlinjer betraktat alla typer av våld inom en relation som underordnat mäns våld mot kvinnor. Även olika sorters utsatthet i form av "prostitution och människohandel för sexuella ändamål samt kommersialisering och exploatering av kvinnor i reklam, medier och pornografi" omfattas av denna strategis våldsområden.
Under delar av 2000-talet har synen på en feministisk ideologi som utgick från "män våld mot kvinnor" som överordnad allt annat varit ifrågasatt. I vissa läger har denna syn setts som motsägelsefull och bakvänd, vilket lett till osäkerhet omkring dess validitet. Kritik har även kommit mot att tankesättet kan leda till att våldet förenklas och att dess orsaker och sammanhang inte undersöks.

## Andra områden
Feministiska akademiker har beskrivit utvecklingen av den feministiska aktivismen även på andra områden på liknande sätt. I sina studier av de feministiska kampanjerna kring exempelvis frågorna om våld i hemmet och sexuella övergrepp har bland annat sociologen Beth Richie och den politiska teoretikern Kristin Bumiller spårat utvecklingen av den feministiska anti-våldsrörelsen i USA från dess ursprungliga fokus på social omvandling till dess senare nästan allestädes närvarande beroende av lagar och brottsbekämpning.
Liknande trender har beskrivits utanför den amerikanska kontexten, och Miriam Ticktin har beskrivit hur immigrationsfientliga känslor i feministiska kampanjer har gynnat effektiviteten hos gränskontroller och andra former av polisarbete. Även i svensk debatt har synsättets risker för att underblåsa främlingsfientlighet och ren rasism lyfts. Några exempel på detta berör Alex Press och omnämnandet av hans Vox-artikel om metoo-rörelsen, där kopplingarna beskrivs mellan rörelsens framväxt och fängslandet av offer för våld i hemmet. Han argumenterar för att man borde backa från en sådan feminism, på grund av dess negativa konsekvenser för kvinnor. Även Virginia Law lyft fram hur den kan skada kvinnor mer än den hjälper.
Anna Terwiel menar att lösningen är förändringar av attityden, inklusive åtgärdsprogram som kräver att sätt att ändra förövarens beteende tas fram. Rättsskribenten Aya Gruber instämmer i denna analys, och hon menar att fokus på fängelse som avskräckande åtgärd mot könat våld i själva verket kan vara ett hinder mot utvecklingen av effektiva strukturer och stöd för att förhindra detta våld.

## Kritik och mediedebatter
Även aktivister själva har utmanat denna typ av feminism. Feminister som är involverade i rörelsen för att avskaffa fängelser har uttalat kritik mot feministiska allianser med fängelseväsendet och polisens maktapparat. Den nationella aktivistorganisationen Incite! bildades år 2000, med övertygelsen om att det straffrättsliga systemet inte stöder utan snarare orsakar ytterligare skada för kvinnor, transpersoner och personer med annan hudfärg än vit med erfarenhet av våld. Sedan termen carceral feminism myntades 2007 har den använts vitt och brett av aktivister, i syfte att lyfta sådan kritik som därefter introducerats i olika debatter på forum som Twitter och Vox.
Aktivisten och nätverksorganisatören Marlihan Lopez menar att målet att avskaffa våld – inklusive könsbaserat våld – inte kan åstadkommas med system baserade på straff och fängelse. Istället för en fängelsefeminism som arbetar för att fängsla förövare på längre tid, arbetar aktivister som Lopez för att försöka utrusta samhället med verktyg för att ingripa i skadliga mönster och samtidigt utforma mekanismer för att utkräva ansvar. Fängelsekritiska feministiska aktivister kräver en omfördelning av medel och resurser från polisen och fängelseapparaten och till utbildning, bostadsstöd och andra konstruktiva sociala hjälpinsatser.
Aktivister som arbetar för rättvisa för sexarbetare upprepar liknande krav på avskaffande av polis och fängelser. Sexarbetare är ofta offer för könsbaserat våld från poliser, vilket förvärras av kriminaliseringar och bristen på trygga åtgärder runt deras arbete. En kritik från rasmässigt identifierade fängelsekritiska feminister är att vita fängelsefeminister antagit att abolitionistiskt språk, med avskaffandet av sexarbete – en verksamhet som de liknar vid kvinnors sexuella slaveri.
Angela Davis argumenterar i kapitlet "How Gender Structures the Prison System" av hennes bok Are Prisons Obsolete? för att fängelsefeminism överlappar med den psykiatriska förtryckarapparat som sjukdomsförklarar kvinnor som slår tillbaka mot våld och misshandel. Hon menar att manliga lagöverträdare setts som individer som brutit mot det sociala kontraktet och därmed beviljats inlösen genom sin fängelsetid, medan kvinnliga lagöverträdare betraktats som brottslingar mot en grundläggande moral. I sin roll som kvinnor har de misslyckats och kan därmed inte förtjäna någon räddning.
I USA menade reformatorer inom kväkarrörelsen att kvinnor kunde reformeras, men endast på ett sätt som upprätthöll könsbestämda normer för kvinnlighet. Detta innebar att man implementerade en regim som var utformad för att göra kriminaliserade kvinnor till en modell för familjen. Davis hävdar vidare att kvinnliga fångar i genomsnitt avtjänar längre straff än män och att de är övermedicinerade, i syfte att hålla dem kvar under statlig kontroll och övervakning; teorin runt eugeniken har slagit fast att kvinnor som är genetiskt "olämpliga" på grund av galenskap måste hållas inom lås och bom så länge som möjlighet, så att de kan föda färre barn. Davis lyfter också fram hur sexuellt våld mot kvinnor i samhället lever vidare i det fördolda, bakom fängelsemurarna. Denna misshandel, parad med rasism och misogyni, intensifieras och uppmuntras inom ett fängelsesystem som fungerar som en bestraffande miljö.
I Kanada är kvinnor från First Nations både överrepresenterade inom fängelsesystemet och i högre grad offer för en historia av påtvingad sterilisering i eugenikens namn. 2022 utgjorde kvinnor från First Nations hälften av de kvinnliga fängelseinternerna i Kanadas statliga fängelser. Från sent 1920-tal sanktionerade staten Kanada framtvingad sterilisering genom lagar som Albertas Sexual Sterilization Act. Trots att dessa lagar inte längre gäller, finns det fortfarande många rapporter om icke-samtyckt sterilisering av kvinnor från Kanadas First Nations.
Mimi Kim, en forskare vid California State University i frågor rörande fängelsekritisk feministisk politik, använder sig av metaforen "dansa med djävulen", i syfte att illustrera det ineffektiva samarbetet mellan fängelsefeminister och Staten i deras försök att minska könsbaserade brott genom ett hårdare kriminaliserande regelverk. I sin kritik av den stora feministiska antivåldsrörelsen pekar hon på dess starka beroende av en motståndarfokuserad modell med ett kvinnligt offer och en manlig förövare; hon föreslår alternativ till det patriarkala domstolsväsendet, inklusive transformativ rättspraxis och abolitionistiska initiativ, för att mer genomgripande rikta in sig på alla typer av skadlighet.

### Kritik mot begreppet
Den moderna och allt mer spridda kritiken emot "fängelsefeminismen" ses ibland som missriktigad, i att den inte ser hela vidden av avskaffandet av det nuvarande rättssystemet.
Kritik har även kommit mot definitionen av och beskyllningen för en "fängelsefeminism". Bland annat har vissa argumenterat för att en orättvist riktad kritik mot "progressiva kvinnor" skulle vara sexistisk och glömma av de många manliga konservativa beslutsfattare som medvetet byggt upp en "fängelsestat". Denna kritik av feministers agerande beskrivs ibland som lierad med en misogyn mansrättsrörelse.

## Sexuell rättvisa i hemmet

Logotyp för ACLU, en organisation involverad i debatten kring fängelsefeminism.

Enligt American Civil Liberties Union (ACLU) rapporterar "79 procent av kvinnorna på statliga och delstatliga fängelser en bakgrund med fysisk misshandel och över 60 procent procent erfarenhet av sexuella övergrepp." Vidare noterades "så mycket som 90 procent av de kvinnor som var fängslade för att ha dödat män tidigare ha blivit slagna av dessa män".
Den fängelsekritiska feministiska rörelsen vill belysa de här problemen och möjligheten att bekämpa kriminaliseringen och inlåsningen av kvinnor som är offer för sexuellt våld och våld i hemmet. ACLU förklarar att "Medeltiden i fängelse för män som dödar sina kvinnliga partners är 2–6 år. Kvinnor som dödar sina partners döms i snitt till 15 år, trots att de flesta kvinnor som dödar sina partners gör så för att skydda sig själva från våld initierat av deras partners."